# Gabriel Harrison
Gabriel Harrison (25. března 1818 Filadelfie – 15. prosince 1902 Brooklyn) byl americký fotograf, herec, dramatik, malíř a spisovatel, jemuž se říkalo básník daguerotypie.

## Život a dílo
Narodil se ve Filadelfii. Jeho otec byl kovorytec, když bylo Gabrielovi šest let s rodinou se přestěhoval do New Yorku. Svůj divadelní debut měl v roce 1838 titulní postavou v Shakespearově Othellovi. Svou kariéru fotografa započal v galerii John Plumbe kolem roku 1844. Od roku 1847 až do roku 1851 pracoval pro Martina M. Lawrence, poté se přestěhoval se do Brooklynu, kde v roce 1852 otevřel svou vlastní galerii. Mezi jeho pozoruhodné fotografie patří daguerrotypie Walta Whitmana, která byla vytištěna na titulní straně Leaves of Grass, a California News. Tato daguerrotypie se stala známou pro své zachycení charakteru postavy, spíše než jen jako jednoduchý portrét. Mezi jeho písemná díla patří dramatizace Hawthorna The Scarlet Letter a životopisy herců Johna Howarda Payna a Edwina Forresta. Podporoval umělecké školy, například Brooklyn Academy of Design, jejíž byl zakladatelem. Mimo jiné byl malířem portrétů a krajiny. Zemřel v Brooklynu ve věku 84 let.

## Fotogalerie

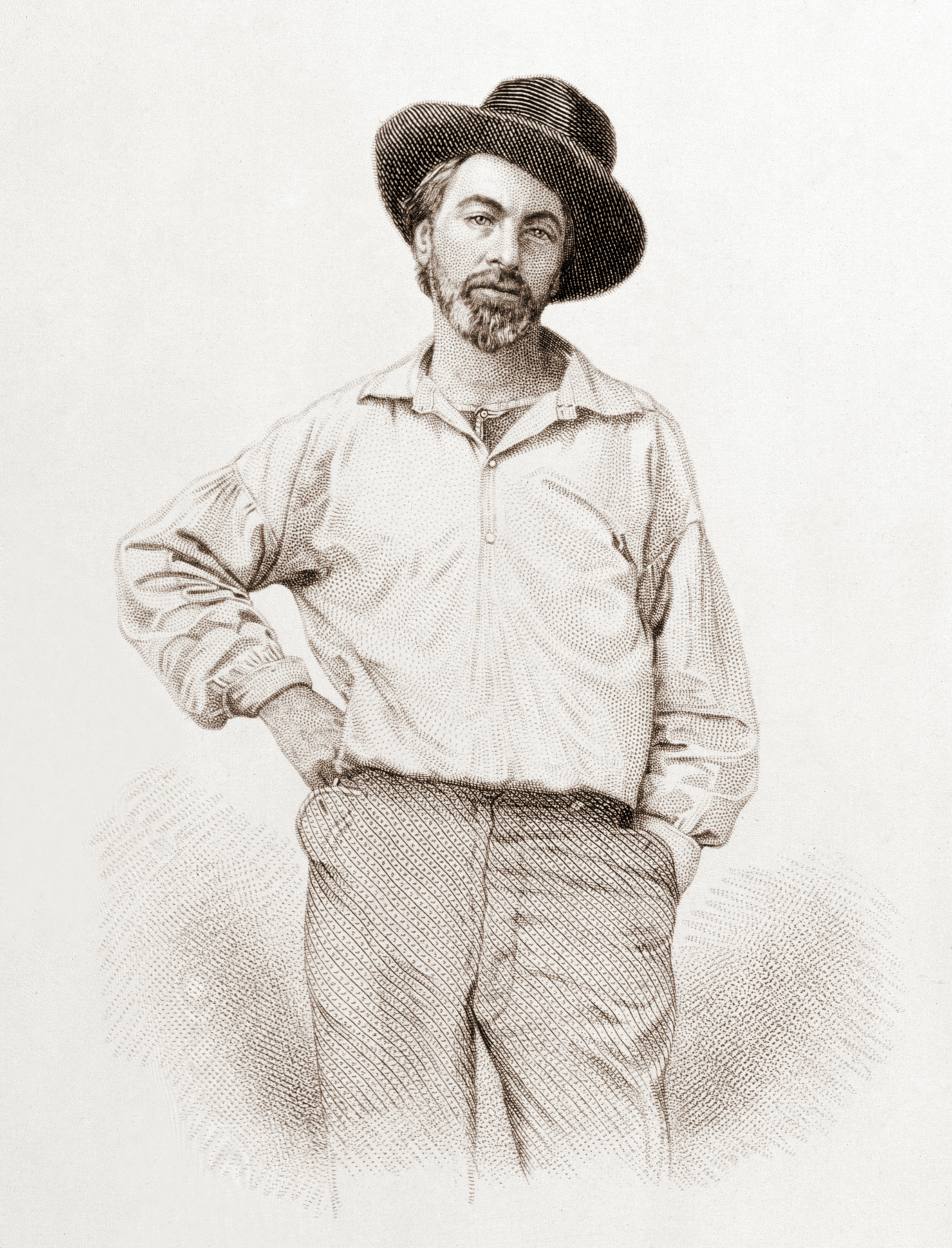
Ocelorytina Walta Whitmana od Samuela Hollyera, po ztrátě původní daguerrotypie Harrisona
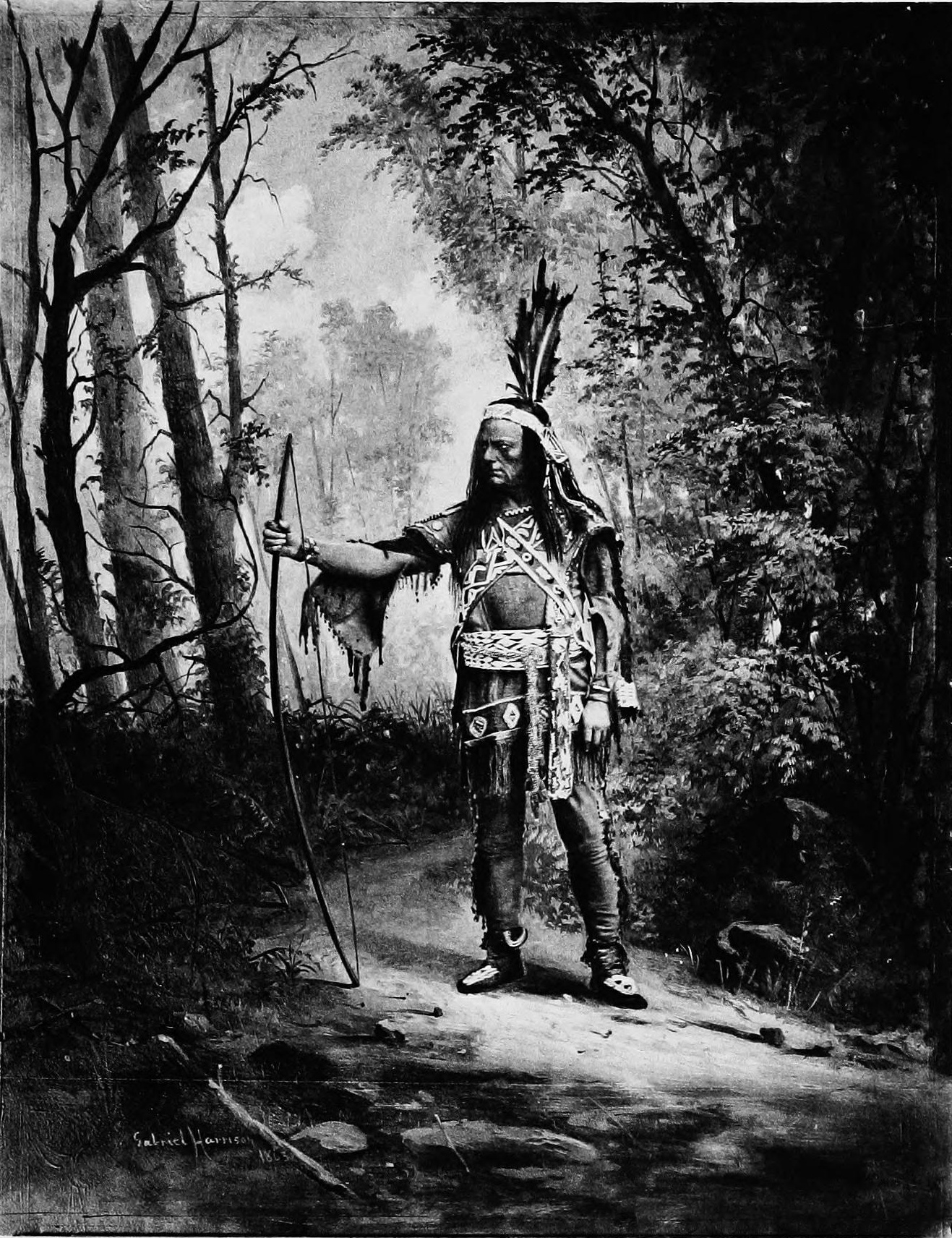
Edwin Forrest

## Dílo
- Život a Spisy Johna Howarda Payna (1875)
- Dějiny Pokroku Dramatu, Hudba a Výtvarné Umění ve Městě Brooklyn (1884)
- Edwin Forrest: Herec a Muž (1889)